# 三ツ池町 (名古屋市)
三ツ池町（みついけちょう）は、愛知県名古屋市中川区の地名。現行行政地名は三ツ池町1丁目及び三ツ池町2丁目。住居表示未実施。

## 地理
名古屋市中川区の北東部に位置し、東に五月通、西と南に乗越町、北に中村区黄金通と接する。

## 歴史
- 1931年（昭和6年）10月1日 - 中区北一色町の一部により、同区三池町が成立[6]。
- 1933年（昭和8年）4月10日 - 中区北一色町の一部を編入する[6]。
- 1937年（昭和12年）10月1日 - 中村区編入により、同区三池町となる[6]。
- 1944年（昭和19年）2月11日 - 中川区編入により、同区三池町となる[6]。

## 世帯数と人口
2019年（平成31年）4月1日現在の世帯数と人口は以下の通りである。
| 町丁     | 世帯数  | 人口  |
| -------- | ------- | ----- |
| 三ツ池町 | 127世帯 | 290人 |

### 人口の変遷
国勢調査による人口の推移
| 1995年（平成7年）  | 223人 | [ 7 ]  |  |
| 2000年（平成12年） | 359人 | [ 8 ]  |  |
| 2005年（平成17年） | 328人 | [ 9 ]  |  |
| 2010年（平成22年） | 313人 | [ 10 ] |  |
| 2015年（平成27年） | 305人 | [ 11 ] |  |

## 学区
市立小・中学校に通う場合、学校等は以下の通りとなる。また、公立高等学校に通う場合の学区は以下の通りとなる。
| 番・番地等 | 小学校               | 中学校               | 高等学校 |
| ---------- | -------------------- | -------------------- | -------- |
| 全域       | 名古屋市立愛知小学校 | 名古屋市立長良中学校 | 尾張学区 |

## その他

### 日本郵便
- 郵便番号 : 454-0811[3]（集配局：中川郵便局[14]）。